# Generalist
 For alternative betydninger, se Generalist (flertydig). (Se også artikler, som begynder med Generalist)
Generalist er en person med uddannelse, der har givet et overordnet kendskab til mange emner, modsat en specialist, som har indgående kendskab til ét emne.
Mange universitetsuddannelser sigter mod at uddanne kandidater, som er generalister. Det gør sig bl.a. gældende for statskundskab, jura og økonomi. Generalistuddannelser sigter ofte mod beskæftigelse som embedsmand i forvaltningen.